# Опита
Опи́та (бел. Апі́та) — река в Ивьевском районе, правый приток Гавьи (бассейн Немана). Длина реки — 23 км, площадь водосборного бассейна — 133 км². Средний наклон водной поверхности 1,7 %. Начинается возле деревни Крякуны, впадает в Гавью на востоке от деревни Липнишки. На протяжении 5 км канализирована (от истока до деревни Мелехи). На реке возле деревень Кузьмичи и Липнишки расположены сажалки.

## Происхождение названия
А. Ванагас упоминает этот гидроним как Apyta и связывает с прусск. ape «река».